# Tęskno (album)
Tęskno – drugi album projektu muzycznego Tęskno, wydany 17 kwietnia 2020 przez belgijską wytwórnię fonograficzną PIAS Recordings.

## Lista utworów
| Nr  | Tytuł utworu  | Długość |
| --- | ------------- | ------- |
| 1.  | „Pierwsza”    | 2:16    |
| 2.  | „Frajda”      | 3:58    |
| 3.  | „Znów”        | 4:37    |
| 4.  | „A cappella”  | 2:07    |
| 5.  | „Przed burzą” | 4:25    |
| 6.  | „Arenga”      | 2:24    |
| 7.  | „Inny nikt”   | 3:35    |
| 8.  | „Między nami” | 3:30    |
| 9.  | „Walc”        | 4:30    |
| 10. | „Fenomenalna” | 3:39    |
|     |               | 35:01   |